# Thuladurlung
Thuladurlung es un pueblo ubicado en el distrito de Lalitpur, Nepal.

## Superficie
Cuenta con una superficie de 18,3 kilómetros cuadrados.

## Demografía
Hasta 2015 la población era de 2025 habitantes, con una densidad de población de 110,4 habitantes por kilómetro cuadrado. Con una población masculina y femenina de 988 (48,8%) y 1037 (51,2%) respectivamente.
| Gráfica de evolución demográfica de Thuladurlung entre 1975 y 2015 |
|                                                                    |
| Datos según el Centro Común de Investigación.                      |